# دون مور
دون مور (بالإنجليزية: Don Moore)‏ هو سياسي أمريكي، ولد في 27 نوفمبر 1928، وتوفي في 28 نوفمبر 2017. انتخب عضو مجلس ولاية تينيسي.